# Petrovice (district de Příbram)
Pour les articles homonymes, voir Petrovice.
Petrovice u Sedlčan (en allemand : Petrowitz) est une commune du district de Příbram, dans la région de Bohême-Centrale, en République tchèque. Sa population s'élevait à 1 350 habitants en 2020.

## Géographie
Petrovice est situé à 14 km au sud-ouest de Sedlčany, à 29 km au sud-est de Příbram et à 59 km au sud de Prague.
La commune est limitée par Krásná Hora nad Vltavou, Vysoký Chlumec et Počepice au nord, par Nechvalice à l'est, par Chyšky et Hrazany au sud, et par Kovářov à l'ouest.

## Histoire
La première mention écrite de ce village date de 1219. Petrovice est connu pour avoir été le siège du « conseil seigneural » (chambre des lords). Au XIIe siècle, le seigneur Petr et son frère Obiden résident à Petrovice. La transformation de ces noms donne le nom du village, Petrovice, et de son voisin Obděnice. Le domaine de Petrovice est la possession des chevaliers de Doudleby et Říčan. Au XVIIe siècle, il est celle du collège jésuite Saint-Clément de Prague. Au XVIIIe siècle, Petrovice est vendu aux enchères et passe dans les mains de nombreux propriétaires successifs. En 1680, la peste tue un grand nombre d'habitants.
Les pompiers bénévoles sont ici les plus anciens dans le comté. Leur association est fondée dès 1878.
En 1865, le bureau de poste avec le télégraphe et le téléphone est créé, puis en 1880 le poste de police et en 1929 le bus postal pour Sedlčany.

## Le château et l'église Saints-Pierre-et-Paul

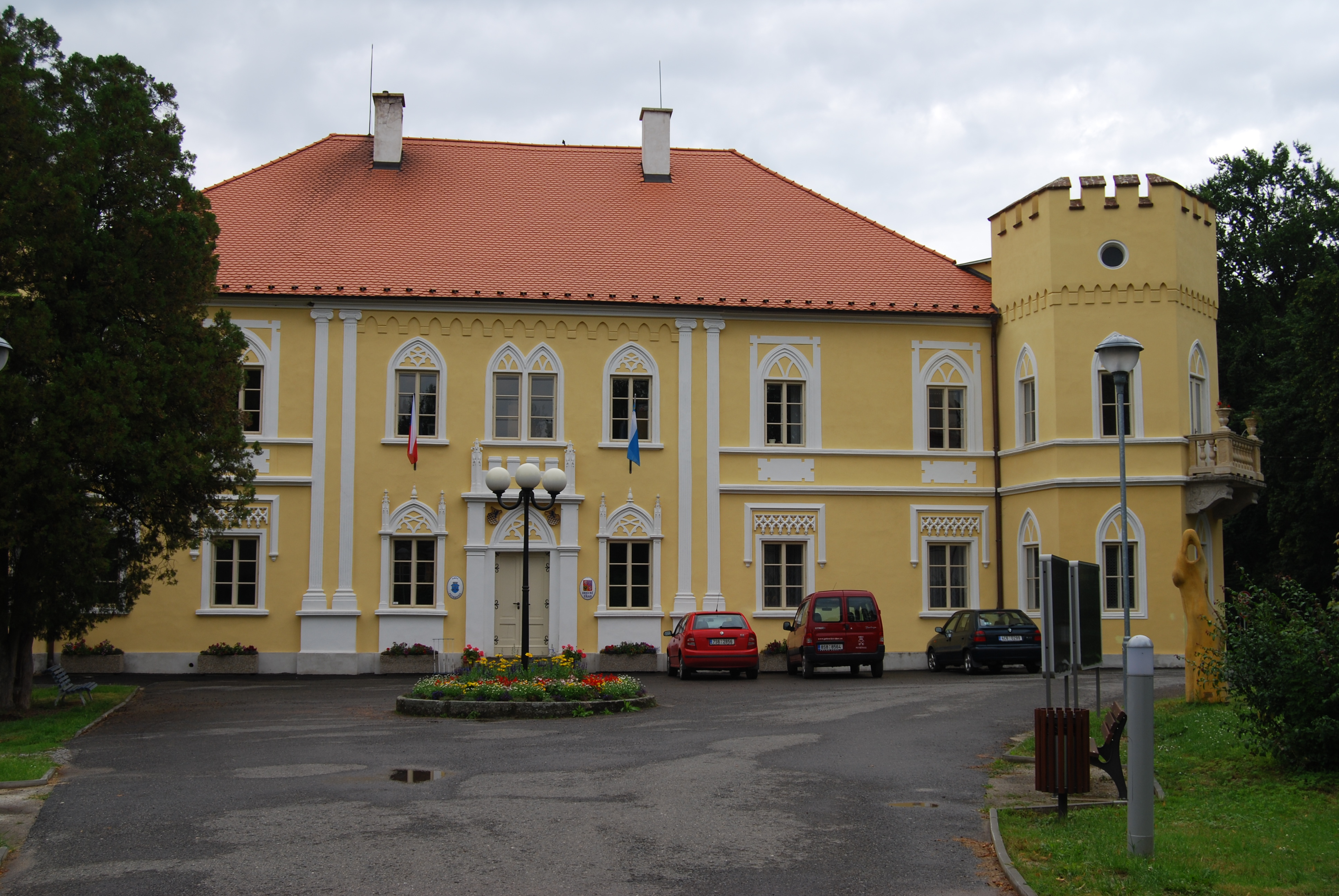
Le château.

Construit par les jésuites, ce manoir est décoré avec des ornements Renaissance. Il est actuellement le siège du conseil municipal. Il est entouré d'un beau parc avec des arbres centenaires.
L'église domine la place. Gothique à l'origine, elle est mentionnée la première fois dans des textes en 1350. Quelques éléments gothiques sont visibles à l'intérieur et sur le côté sud du portail. Plus tard, au XVIIIe siècle, l'église qui appartenait aux Jésuites depuis 1666, est restaurée dans le style baroque. La tour a été construite en 1777. Le presbytère est construit dans la première moitié du XIVe siècle ; l'actuel date du XVIIIe siècle.

## Tourisme vert

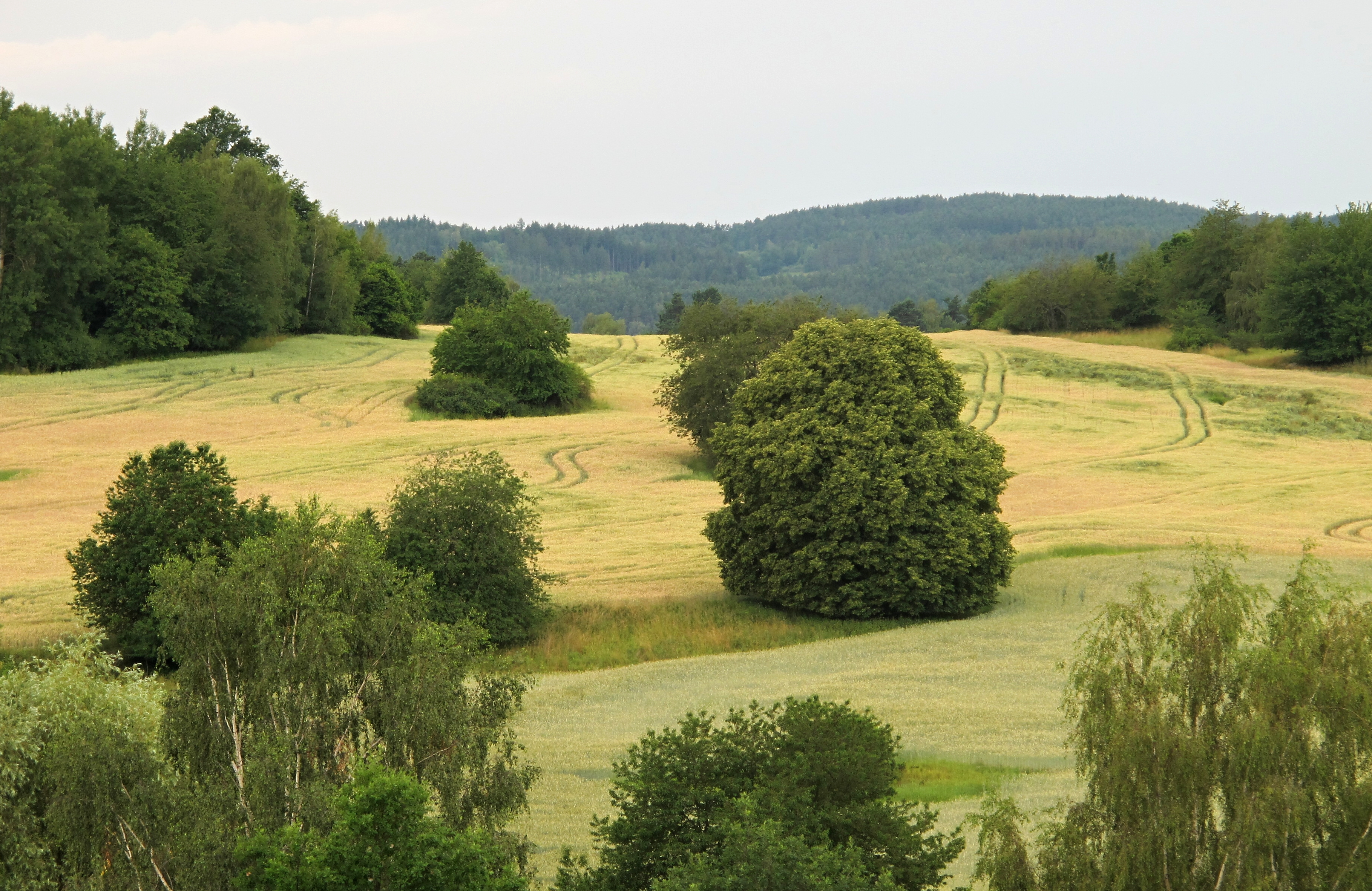
Le parc naturel de Petrovice à Obděnice.

La campagne autour de Petrovice est réputée pour son côté pittoresque. Entourée de forêts, de prairies, d'étangs on peut y découvrir nombre de menhirs et de coins mystérieux, associés à une histoire intéressante. C'est le lieu idéal pour des loisirs actifs, à vélo, à pied, en ski ou à cheval. On l'appelle le "Territoire de pierres".

### Cyclisme
Sur le territoire de Petrovice se croisent plusieurs pistes cyclables :
- no 8139 : Vápenice - Nechvalice - Obděnice - Petrovice,
- no 8140 : de Petrovice à Milešov,
- no 8141 : Krásná Hora nad Vltavou - Krašovice - Kuni - Vepice
- no 8143 : Petrovice - Skoupý - Nechvalice - Nové Dvory.

### Marche
Ainsi que des sentiers de randonnée :
- ligne rouge : Sedlčany - Vysoký Chlumec - Petrovice - Milevsko et Onen Svět - Krašovice - Mezihoří - Sedlčany
- ligne bleue : Zrůbek - Svatý Jan - Červený Mlýn - Husova kazatelna - Obděnice - Chválov - Sedlec-Prčice
- ligne verte : Onen Svět - Předbořice - Petrovice - Obděnice - Kvasejovice - Sedlec-Prčice.

### Sentier nature
Autour de Petrovice passe un sentier écotourisme. Long de 27 km et très varié, il est riche d'intérêts (bâtiments, faune, flore).

## Galerie

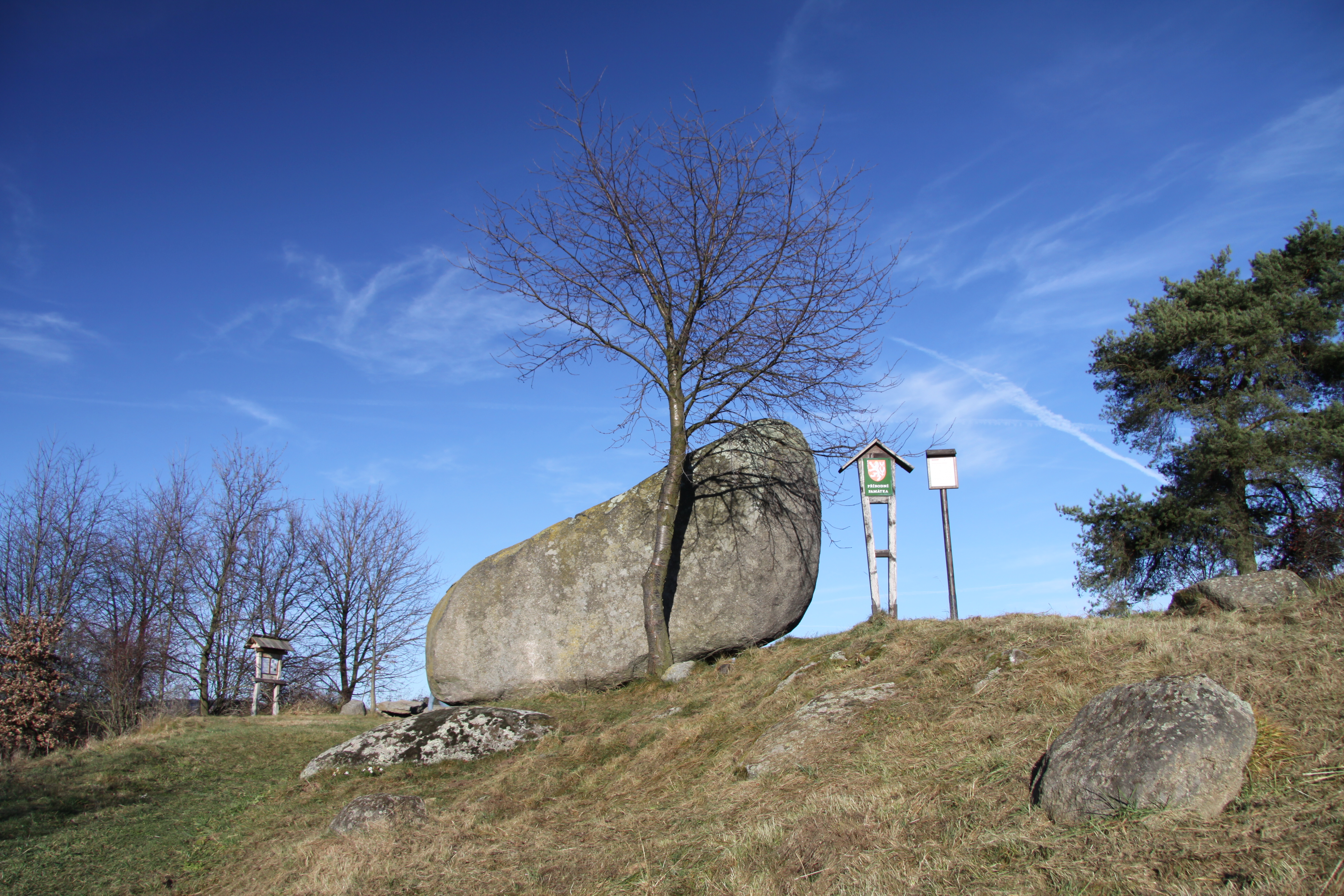
Bloc de pierre naturel au sud-est du bourg
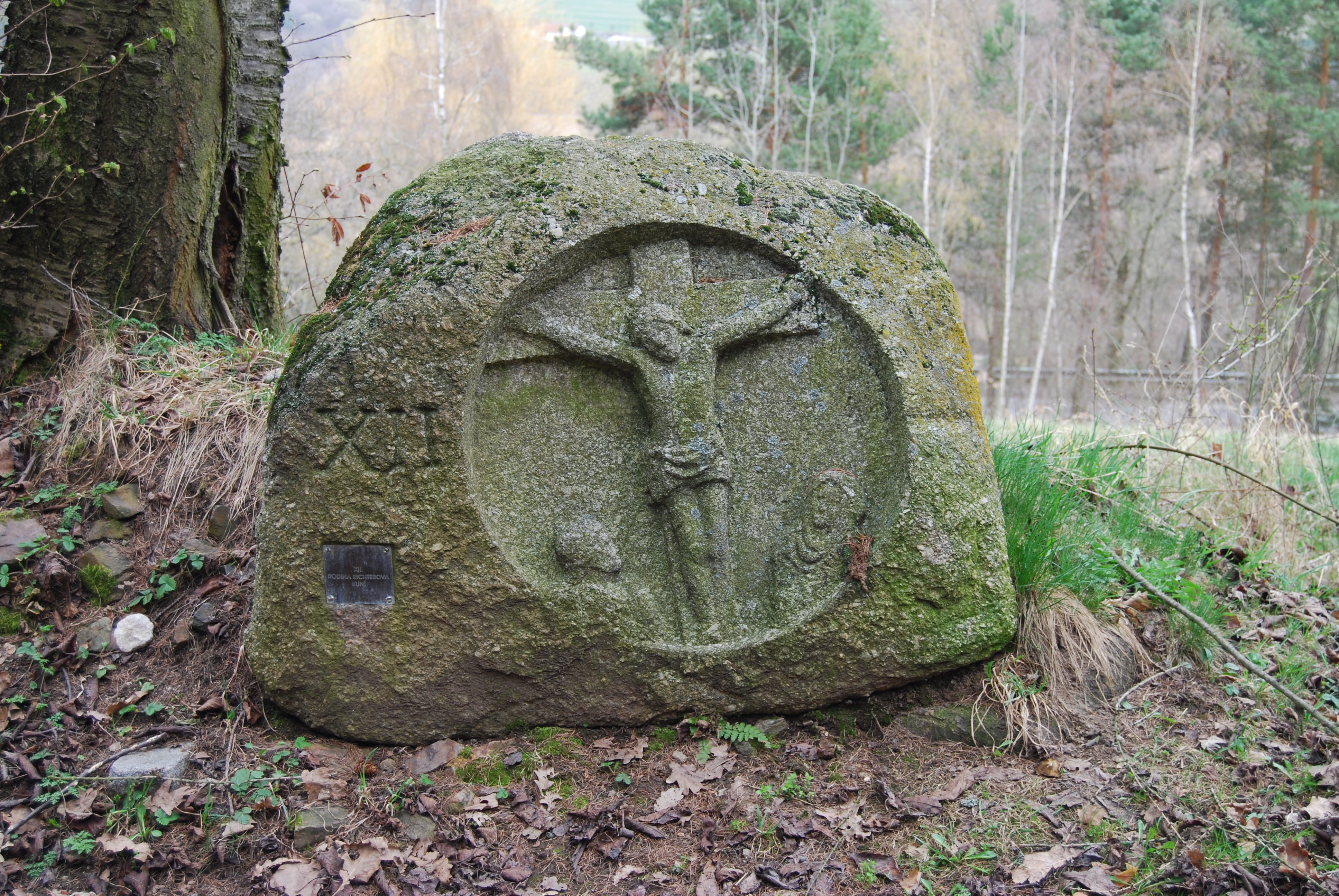
Chemin de croix
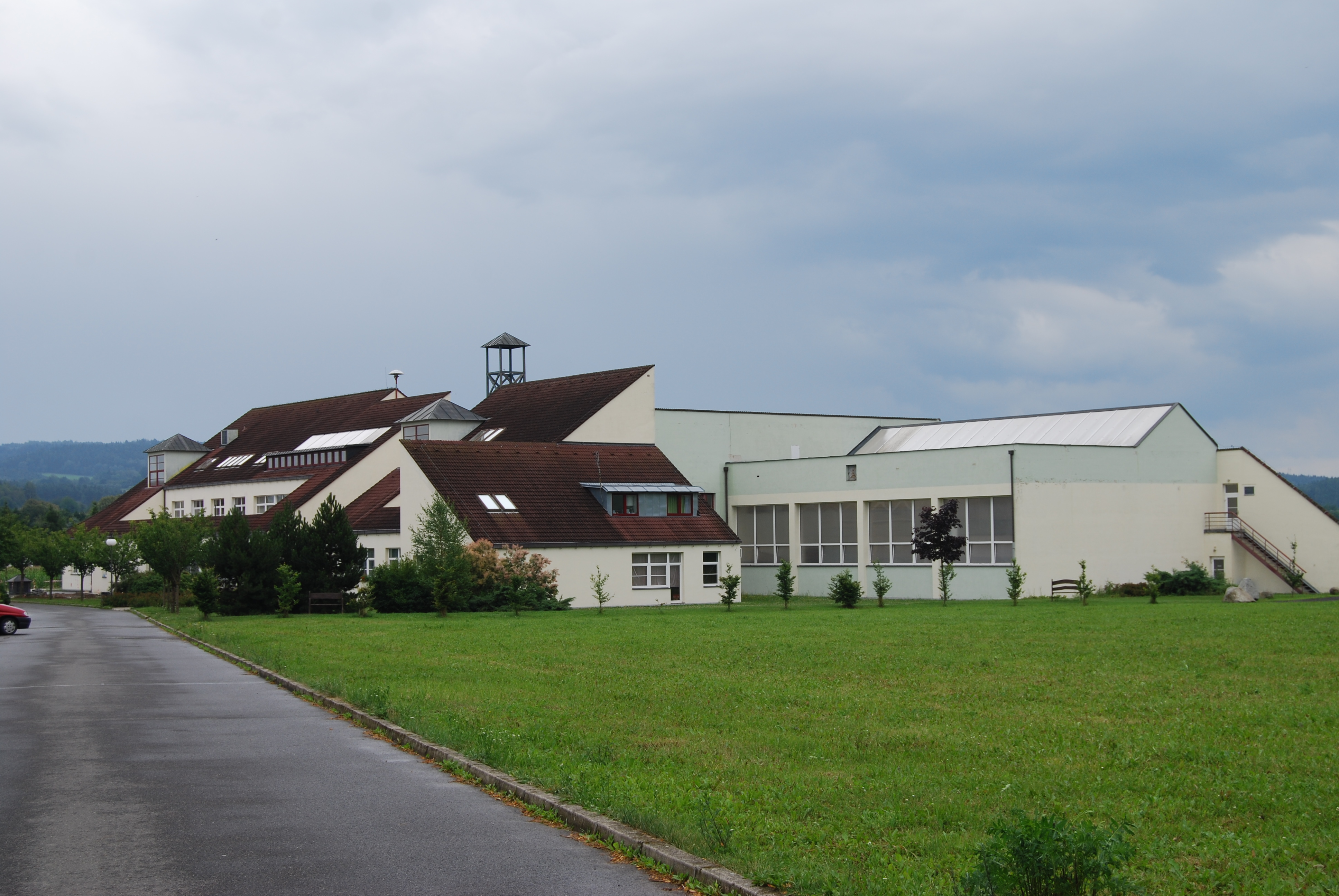
Bâtiment contemporain
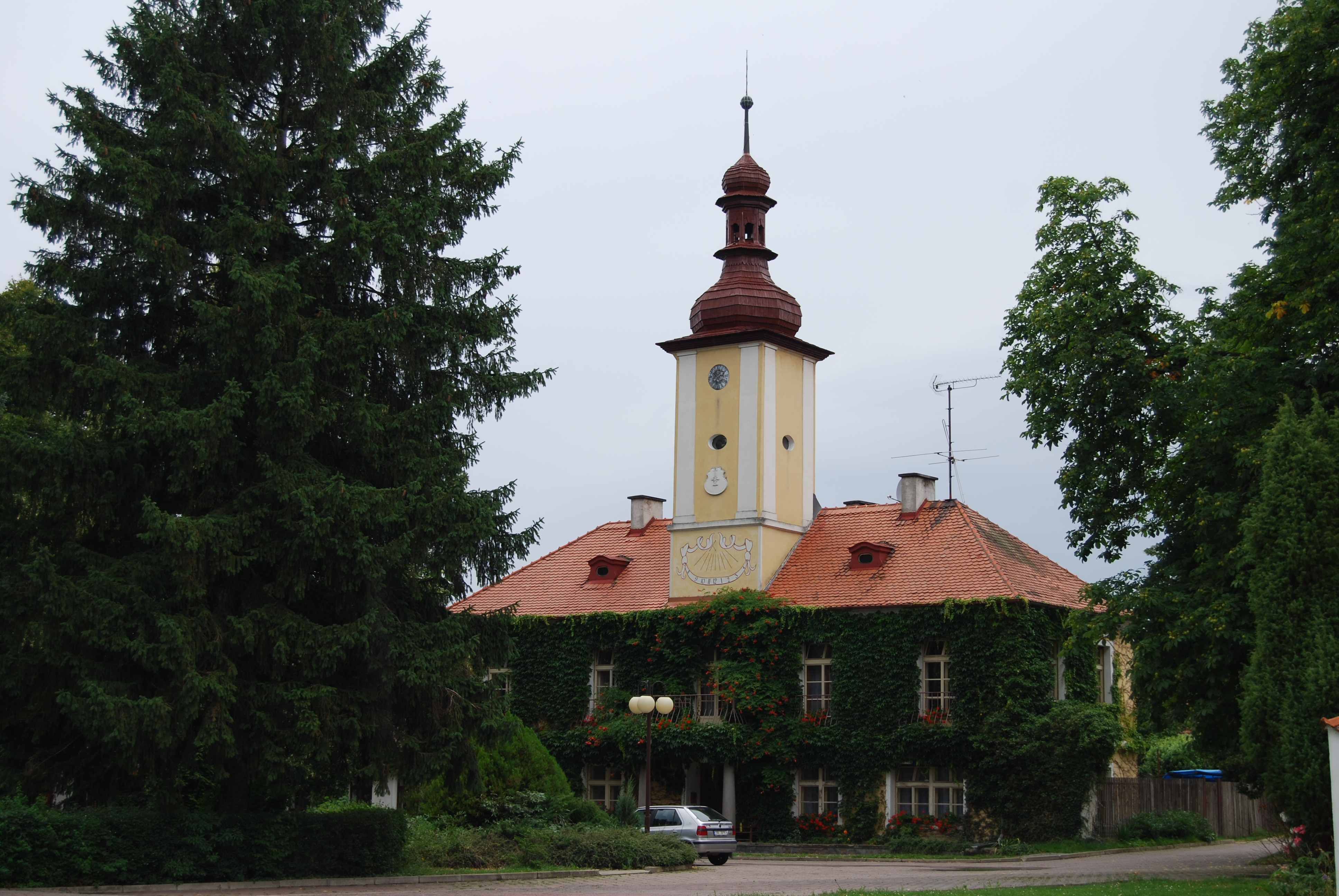
Ancien collège des Jésuites

## Administration
La commune comprend de 18 quartiers :
- Brod
- Kojetín*
- Krchov
- Kuní
- Kuníček
- Mašov
- Mezihoří
- Obděnice
- Ohrada
- Petrovice
- Porešín
- Radešice
- Radešín
- Skoupý
- Týnčany
- Vilasova Lhota
- Zahrádka
- Žemličkova Lhota